# Joodse begraafplaats (Ommen)
In Ommen is een kleine Joodse begraafplaats gelegen aan de Dr. A.C. van Raaltestraat. Er staan 30 grafstenen, waarvan het oudste dateert uit 1747. Ommen had een kleine Joodse gemeenschap, maar was wel zelfstandig in de rang van bijkerk. De gemeente had vlak voor de Tweede Wereldoorlog nog maar dertig leden waarvan er een enkele na de oorlog terugkeerde. De gemeente werd dan ook in 1947 bij Zwolle gevoegd.
Onder de synagoge van Ommen vielen ook de Joodse inwoners uit het naburige brinkdorp Den Ham. Hier zijn twee Joodse begraafplaatsen gelegen.